# Melanie Wolf

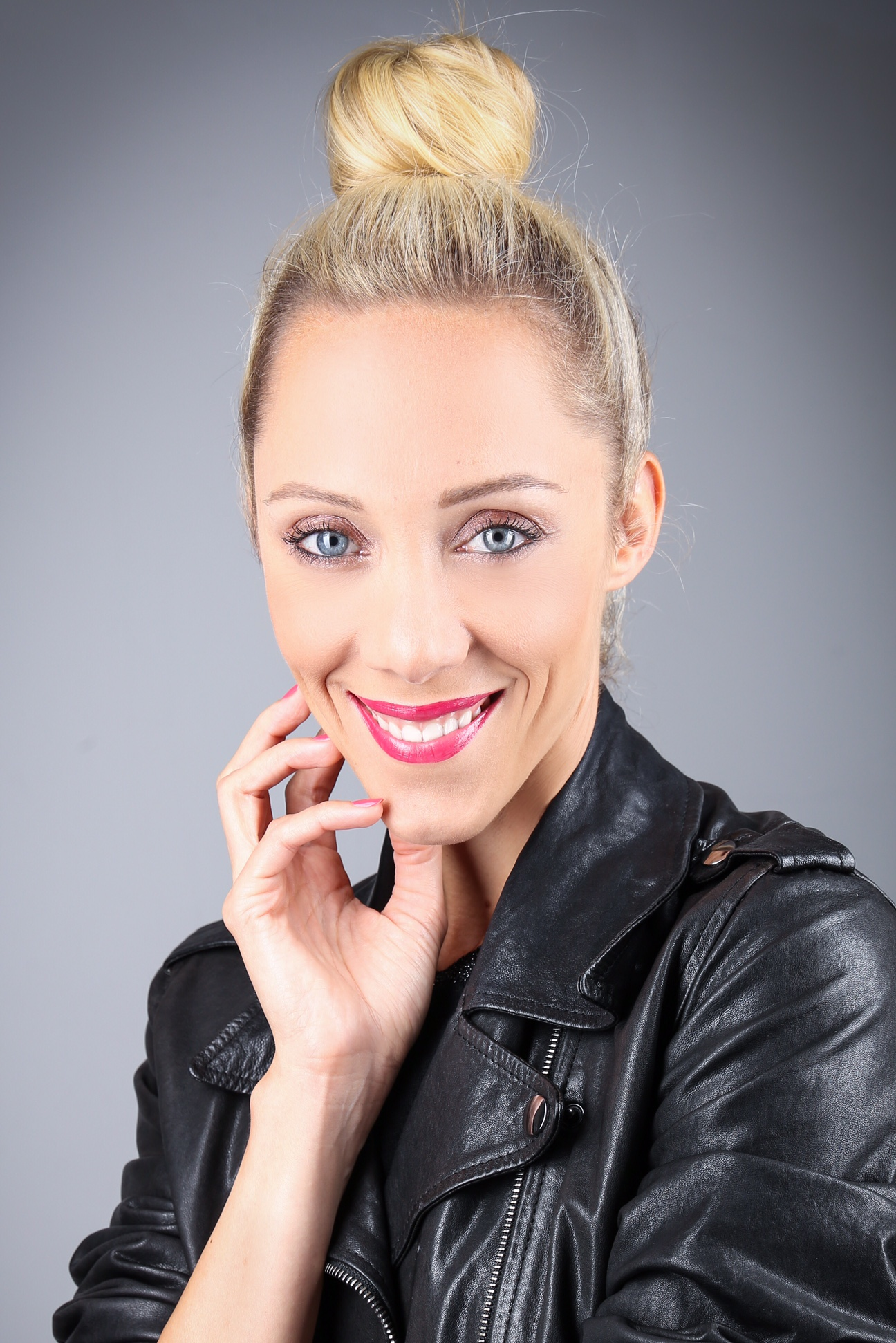
Melanie Wolf (2017)

Melanie Wolf (* 1980 in Berlin als Melanie Wannmacher) ist eine deutsche Primaballerina, Sängerin und Unternehmerin.

## Leben
Melanie Wolf absolvierte von 1990 bis 1998 eine achtjährige Ausbildung zur klassischen Balletttänzerin an der Staatlichen Ballettschule Berlin. Nach ihrem Abschluss als staatliche Bühnentänzerin führte sie ihr erstes Engagement von 1998 bis 2000 an das Staatstheater Cottbus. Im September 2001 wechselte Melanie Wolf zum Deutschen Fernsehballett nach Berlin (2000 bis 2003).
Von Januar 2004 bis Dezember 2012 war Melanie Wolf die Primaballerina beim Deutschen Showballett Berlin und trat in 220 Fernsehproduktionen auf. Ihr erster Fernsehauftritt als Solistin des Deutschen Showballett Berlin fand am 30. Januar 2004 in der Eurovision TV-Show Willkommen bei Carmen Nebel/Episodenliste aus Magdeburg im ZDF und ORF2 statt. Am 11. November 2006 traten das Ensemble des Pariser Moulin Rouge und die Starsolistin Melanie Wolf zusammen einmalig in der ZDF- und ORF-Sendung Willkommen bei Carmen Nebel auf.
Im Januar 2013 kehrte sie als Primaballerina zum Deutschen Fernsehballett zurück. In diesem Ensemble trat sie als Solistin das erste Mal live in der Eurovision TV-Show Willkommen bei Carmen Nebel/Episodenliste am 16. Februar 2014 in Berlin im ZDF und ORF2 auf.
Melanie Wolf tanzte als Primaballerina in über 350 Fernsehproduktionen, darunter bei Wetten, dass..? (ZDF/ORF/SFR), José Carreras Gala (ARD), 68 Folgen der Eurovisionsshow Willkommen bei Carmen Nebel (ZDF/ORF), bei 22 ZDF-Spendengalas für die kirchlichen Hilfswerke Misereor und Brot für die Welt, sowie für die Deutsche Krebshilfe, in 18 Folgen der Eurovisionsshow Feste der Volksmusik mit Carmen Nebel, in der Eurovisionsshow Feste der Volksmusik mit Florian Silbereisen und in der ZDF-Jubiläumsshow „50 Jahre ZDF“ (ZDF).
Am 14. Oktober 2017 beendete sie ihre Tanzkarriere als Primaballerina in der MDR Fernsehshow „Die große Show der langen Beine“.
Am 30. Oktober 2020 nahm Melanie Wolf als langjährige Primaballerina des Deutschen Fernsehballetts den Ehrenpreis Goldene Henne von Stargeiger David Garrett und TV-Moderator Kai Pflaume entgegen.
Seit 2017 ist Melanie Wolf als Sängerin des Gesangsduos Rotblond mit ihrer Duett-Partnerin Kerstin Merlin tätig. Der erste Fernsehauftritt von Melanie Wolf und Kerstin Merlin als Rotblond mit „Wer liebt gewinnt“ war am 25. März 2017 in der Eurovisionsshow „Schlagercountdown – das große Premierenfest“ (ARD/ORF) mit Moderator Florian Silbereisen.
Melanie Wolf lebt in Berlin und ist seit Juli 2011 mit dem Künstlermanager und Fernsehproduzent Peter Wolf verheiratet.